# Nepenthes faizaliana
Nepenthes faizaliana este o specie de plante carnivore din genul Nepenthes, familia Nepenthaceae, ordinul Caryophyllales, descrisă de J.H. Adam și Wilcock. Conform Catalogue of Life specia Nepenthes faizaliana nu are subspecii cunoscute.

## Galerie de imagini

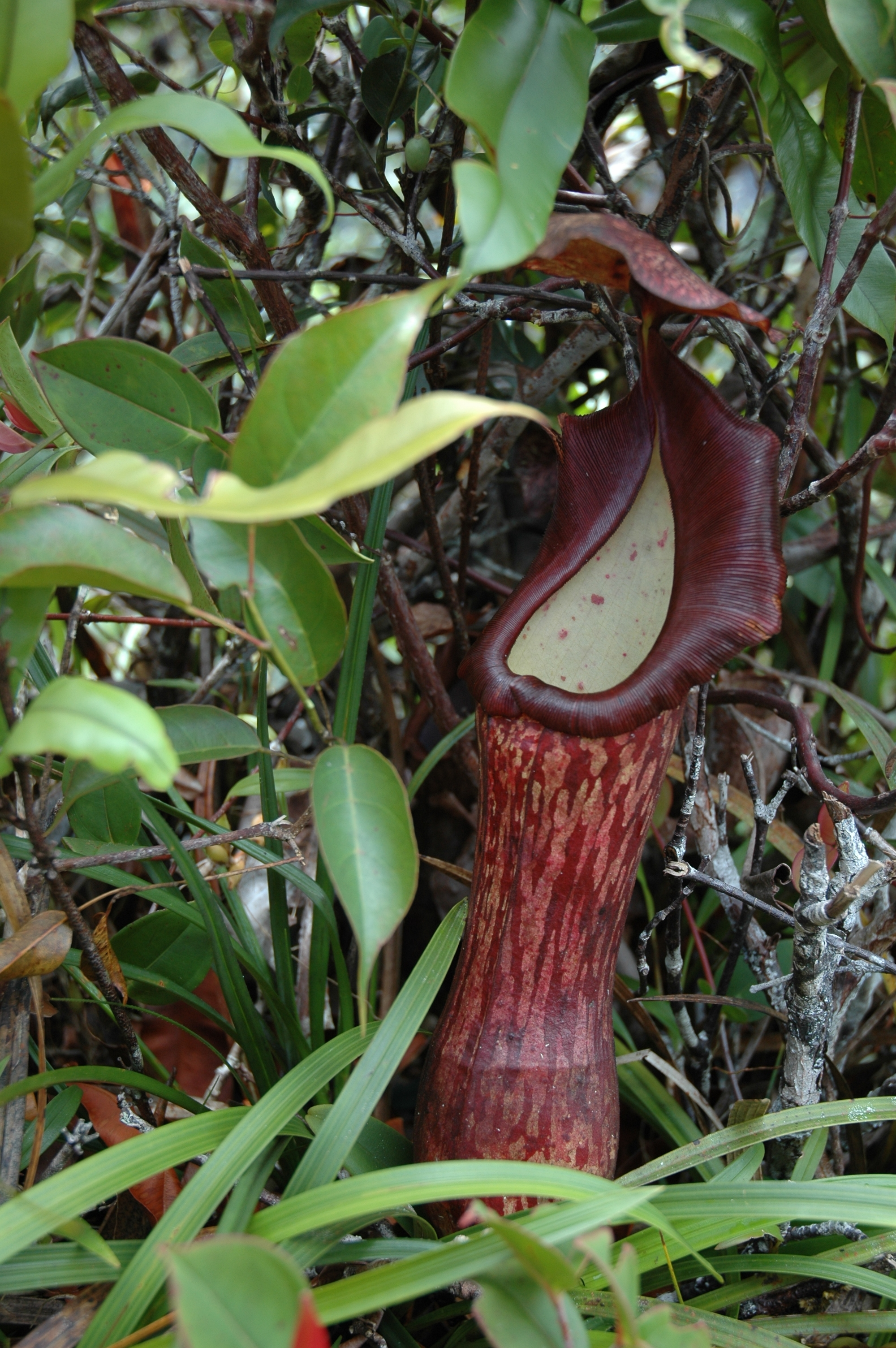
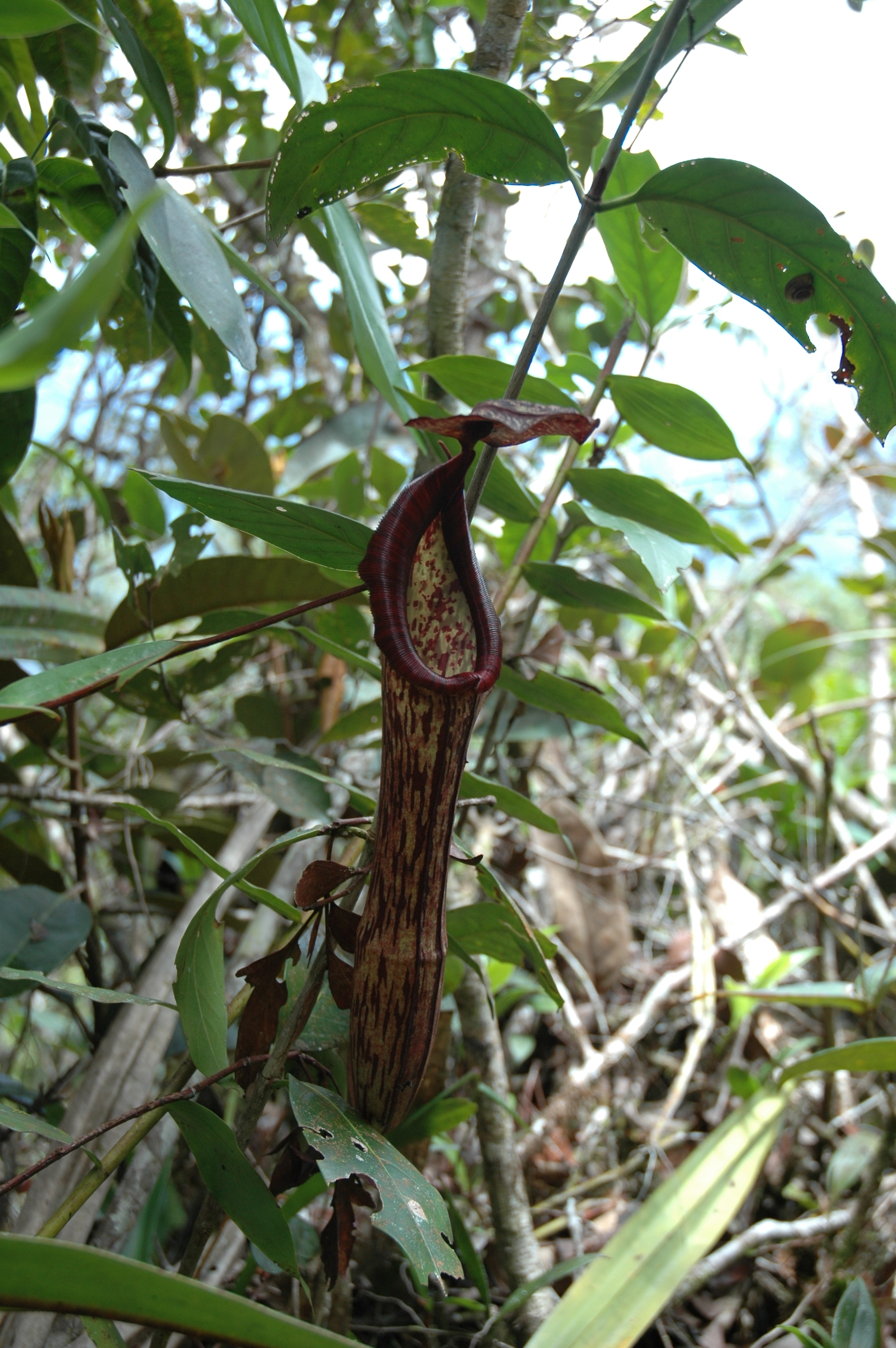
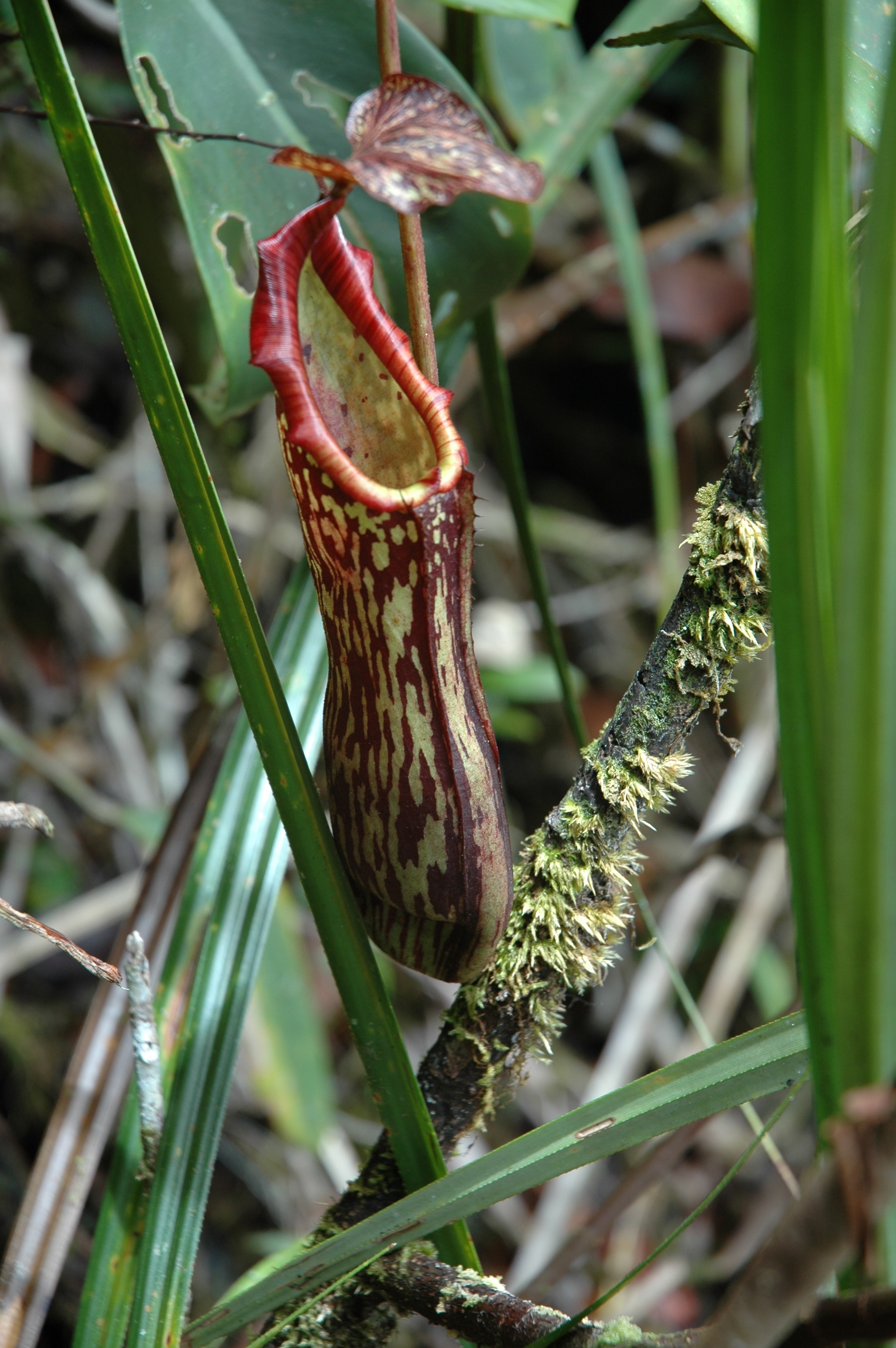
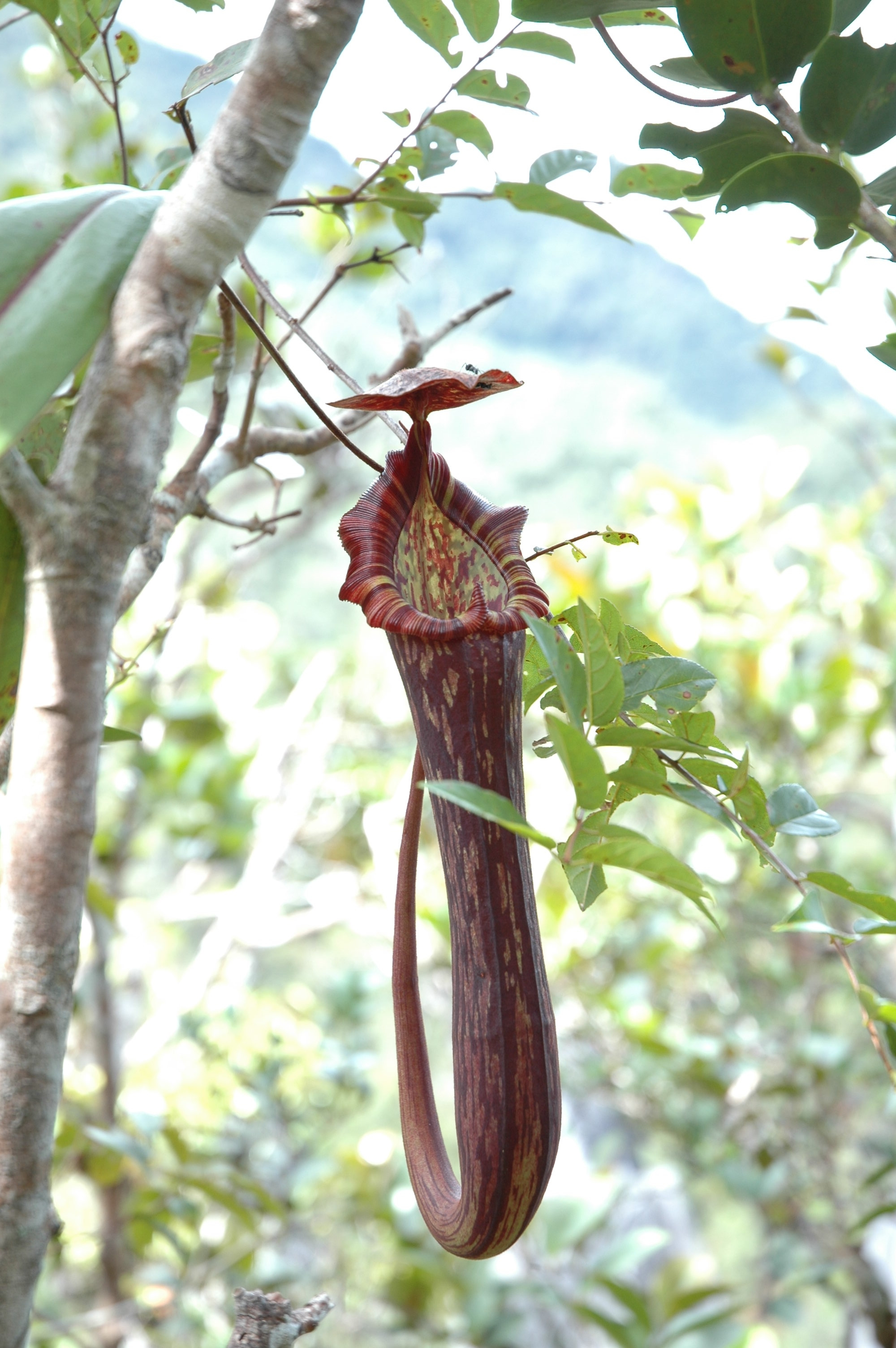
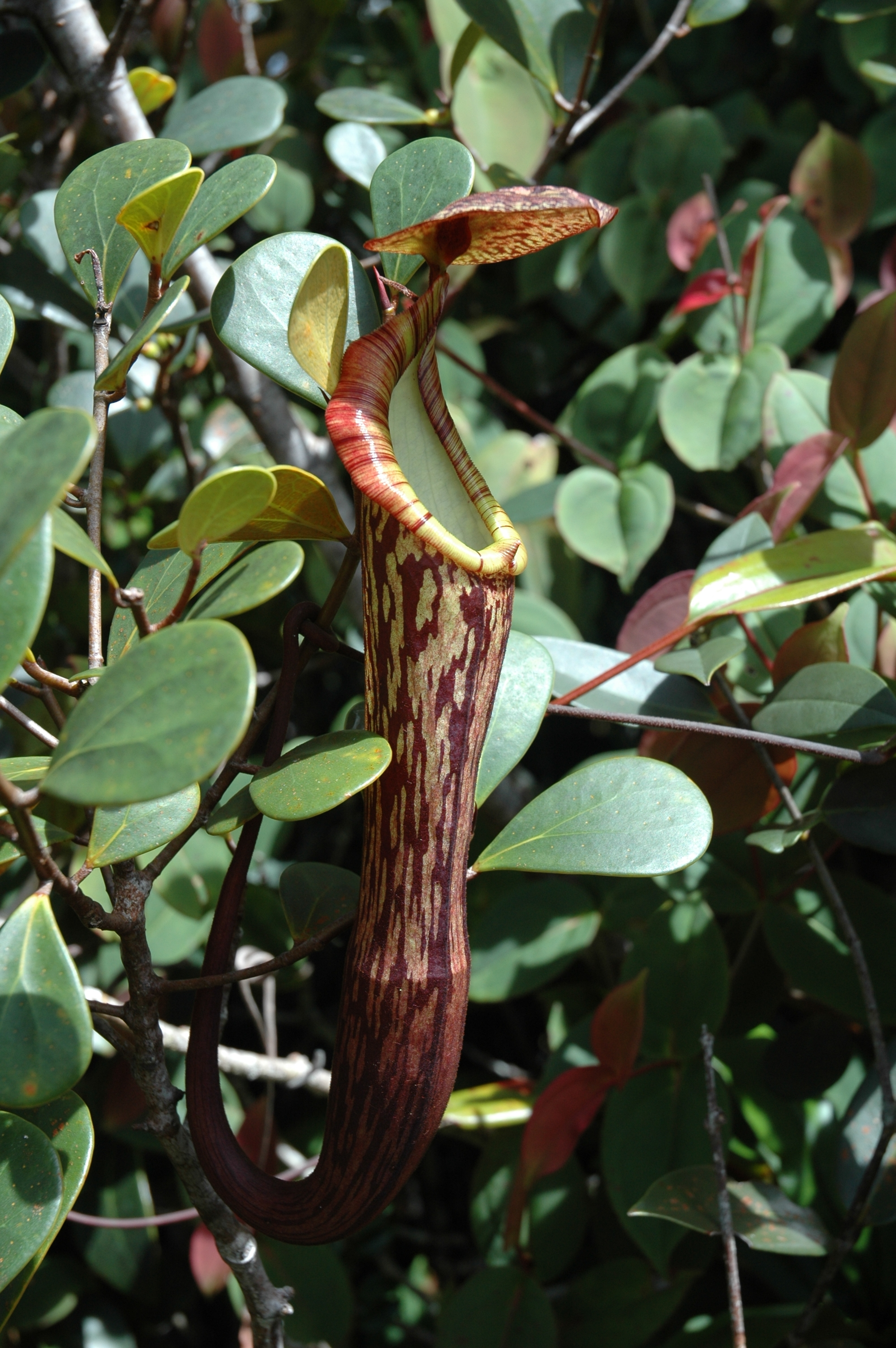
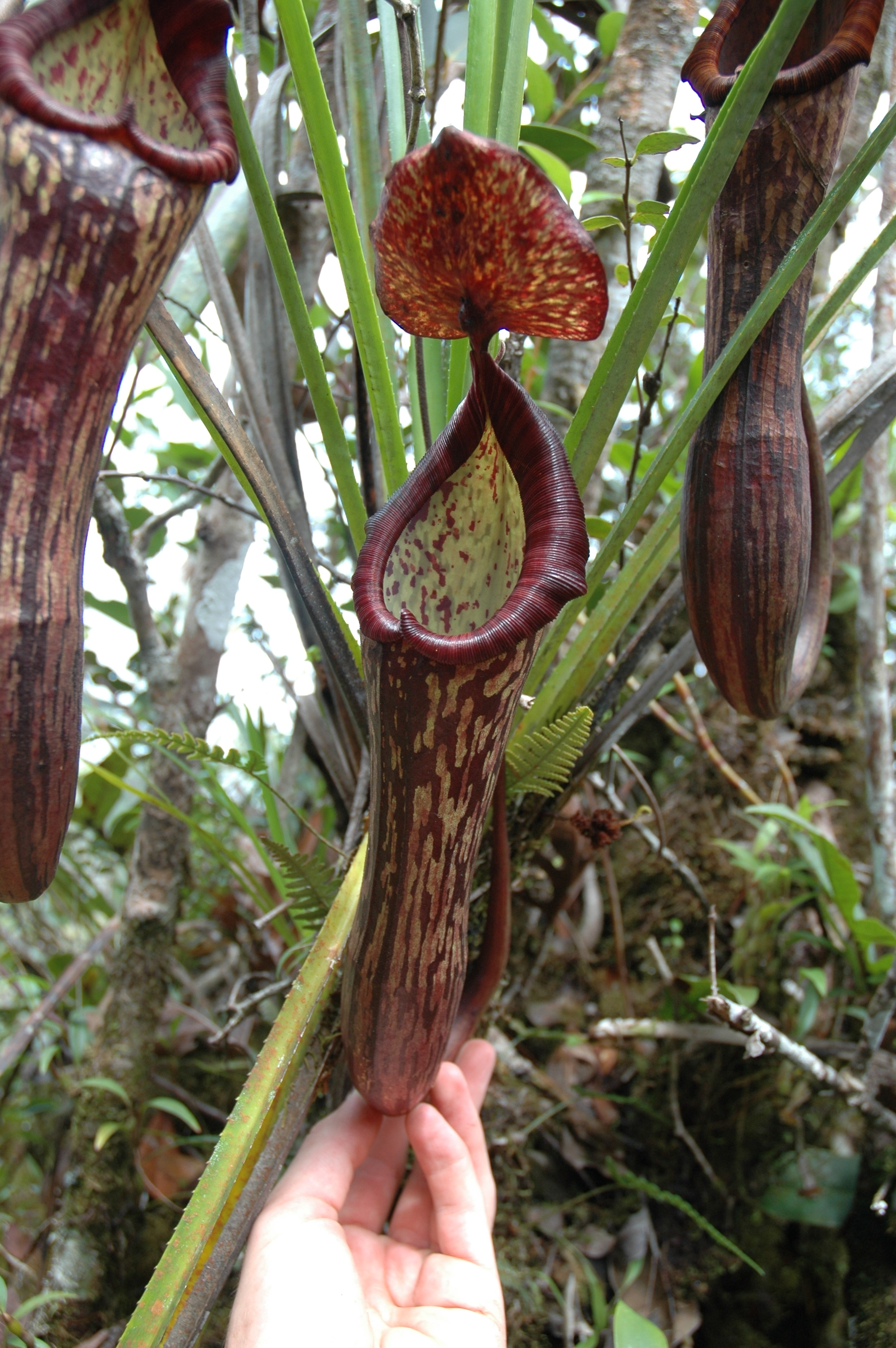